# Diskrétní matematika
Diskrétní matematika je zastřešující pojem pro obory matematiky nakládající fundamentálně s množinami, nad nimiž není zavedeno uspořádání (jejich prvky nelze seřazovat), nebo množinami uspořádanými, avšak nikoli hustě (neplatí, že pro každé dva různé prvky je v množině přítomen také prvek, jenž dle daného konkrétního uspořádání patří mezi tyto dva prvky). Vymezení diskrétní matematiky z jejího zaměření nevyjímá konečné ani nekonečné objekty.
Matematické struktury, jimiž se zabývá diskrétní matematika, jsou charakteristické tím, že obecně nejmenší možná změna vstupní hodnoty nebo prvku v nich znamená nikoli nepatrnou změnu výstupní hodnoty nebo celku. Lze též říci, že do diskrétních matematických konstrukcí nelze zasahovat s „nekonečnou jemností“. Slovo diskrétní je míněno jako opak spojitého.
Významnými pojmy diskrétní matematiky jsou celá čísla a grafy.